# Reforma catalítica
Reformação catalítica, reformação de hidrogênio ou oxidação catalítica, é um método de produzir hidrogênio a partir de hidrocarbonetos. Em uma escala industrial, é o método dominante para produzir o elemento. Unidades de reformação catalítica de baixa escala estão atualmente sujeitas a pesquisas científicas, como forma de prover hidrogênio para células combustível. 
A reforma catalítica é um processo químico utilizado no refino do petróleo. É fundamental na produção de gasolina. Seu objetivo é aumentar a octanagem da nafta pesada obtida na destilação atmosférica do petróleo cru. Isto se consegue mediante a transformação de hidrocarbonetos parafínicos e naftênicos em isoparafínicos e aromáticos. Estas reações produzem também hidrogênio, um subproduto valioso que se aproveita em outros processos de refino.
Para isto, se utilizam altas temperaturas (490-530 °C), pressões moderadas (10-25 bar) e catalisadores sólidos de platina e outros metais nobres apoiados sobre alumina.
Este processo é levado a cabo em unidades projetadas para este efeito e que com frequência adotam nomes registrados. O de uso mais extensivo é o Platforming, cuja licença pertence à UOP (Universal Oil Products), empresa estadunidense que iniciou a sua comercialização em 1949. Outras empresas de engenharia também licenciam este processo (p.ex. o antigo Instituto Francês de Petróleo, que agora se chama Axens) e algumas das grandes empresas de petróleo dispõem de projetos próprios.